# Oleandra zapatana
Oleandra zapatana là một loài dương xỉ trong họ Oleandraceae. Loài này được Lellinger mô tả khoa học đầu tiên năm 1977.